# نیوفیلد، نیوجرسی
نیوفیلد (به انگلیسی: Newfield) شهری در ایالت نیوجرسی کشور ایالات متحده آمریکا است که جمعیت آن در سرشماری سال ۲۰۱۰ میلادی، ۱٬۵۵۳ نفر بوده‌است.